# Vélo-Club La Pomme Marseille
El Vélo-Club La Pomme Marseille, simplemente llamado VC La Pomme Marseille, es una sociedad de Marsella (Francia) que tiene como ámbito de actuación el ciclismo siendo su objetivo la promoción y desarrollo del ciclismo en todas sus formas. El club, uno de los más importantes de Francia, cuenta con equipos en diferentes categorías inferiores y Mountain Bike.

## Historia
El club fue creado en 1974 por parte del exciclista Serge Bolley. En 1985 creó las escuelas de ciclismo y poco a poco fue aumentando los equipos adheridos a su estructura, incluyendo equipos de ciclismo de montaña. Ya en el 2000 creó el equipo amateur y este consiguió ascender a la máxima categoría amateur de Francia en el 2003 consiguiendo progresivamente varios campeonatos tanto nacionales como mundiales en distintas modalidades.
El equipo amateur en el 2010 quiso subir a la categoría Continental (última categoría del profesionalismo) pero trabas en su federación produjeron que se tuviese que registrar en Letonia en dicho año de debut, pese a ello los corredores franceses si tuvieron licencia individual de aquel país con la garantía de salarios y condiciones que ello produjo.
Hasta esa fecha habían debutado como profesionales hasta 31 corredores que pasaron por dicho equipo amateur.